# ヤセル・アスプリージャ
ヤセル・エスネイデル・アスプリージャ・マルティネス（Yaser Esneider Asprilla Martínez、2003年11月19日 - ）は、コロンビア・チョコ県バホ・バウド出身のプロサッカー選手。EFLチャンピオンシップ・ワトフォードFC所属。ポジションはMF。なお、パルマなどで活躍したコロンビア代表FWのファウスティーノ・アスプリージャとの血縁関係はない。

## クラブ経歴
2020年にエンビガドFCのトップチームに昇格。2021年シーズンに先発に定着し、7月18日のアトレティコ・ナシオナル戦でプロ初ゴールを記録。翌8月には早くもワトフォードFCへの移籍合意が報じられた。2022年1月に正式にワトフォードFC移籍に合意。同年6月までローン移籍のエンビガドFCでプレーし、7月に正式に加入した。

## 代表歴
2022年1月にコロンビア代表に初招集。同月17日のホンジュラス戦で代表デビューを果たした。